# Миролюбово (Казахстан)
Миролю́бово (каз. Миролюбов) — село у складі Жамбильського району Північноказахстанської області Казахстану. Входить до складу Кладбінського сільського округу.
Населення — 145 осіб (2021; 207 у 2009, 305 у 1999, 335 у 1989).
Національний склад станом на 1989 рік:
- росіяни — 62 %.